# Крипецьке-1
Крипецьке-1 (рос. Крипецкое-1) — присілок в Псковському районі Псковської області Російської Федерації.
Населення становить 261 особу. Входить до складу муніципального утворення Торошинська волость.

## Історія
Від 2015 року входить до складу муніципального утворення Торошинська волость.

## Населення
| 2001 | 2002 | 2010 |
| ---- | ---- | ---- |
| 338  | ↘300 | ↘261 |